# Einem Kind das Laufen beibringen
Einem Kind das Laufen beibringen, auch: Unterricht im Laufen (Die Apfelschälerin), (niederländisch: Twee vrouwen die een kind leren te lopen in een interieur) ist ein Gemälde (ca. 1668–1672) des niederländischen Malers Pieter de Hooch, ausgeführt in Öl auf Leinwand. Es ist ein Beispiel niederländischer Malerei des Goldenen Zeitalters und Teil der Sammlung des Museums der bildenden Künste Leipzig.

Dieses Gemälde wurde 1908 von Hofstede de Groot dokumentiert, der schrieb:
35. DEM KIND DAS LAUFEN BEIBRINGEN. Sm. 22; deG. 62. In der linken Ecke eines Raumes sitzt eine Frau, dem Betrachter fast direkt gegenüber. Sie trägt ein orangefarbenes Kleid und hat einen Korb mit Äpfeln auf dem Schoß und eine Schale mit geschälten Äpfeln auf einem Stuhl neben sich. Rechts führt ein Dienstmädchen mit hochgekrempeltem Rock ein Kind am Gängelband. Das Kind streckt seine Hände nach einem Apfel aus, den die Mutter hinhält. Hinter der Dienerin ist ein Kamin mit einem in feinem Relief gearbeiteten Pilaster. Auf dem Kaminsims stehen chinesische Porzellanvasen, und darüber hängt ein Bild. Links im Vordergrund, unter einem halb geöffneten Fenster, ein Tisch mit Orientteppich, darauf ein Becher auf einem Tablett und ein Glas. Dieser Raumteil mit der unteren Ecke des offenen Fensters spiegelt sich in einem Spiegel, der über dem Kopf der Frau an einer mit gelblichem Licht beleuchteten Wand hängt. Es ist ein echtes, wenn auch nicht sehr gut erhaltenes Bild aus den späteren Jahren von de Hoochs bester Zeit. Signiert links auf dem Fensterrahmen „P de hooch“; Leinwand, 67,5 mal 59 Zentimeter. Beschrieben von Parthey, 1863 (i. 622). Gekauft 1811 (für 700 Taler) laut Lützschena-Katalog. Das von Sm. beschriebene Bild, 24 × 20 Zoll messend, war in der Auktion von M. de Sereville, Paris, 21. Januar 1812 für 2000 Francs erworben worden. Jetzt in der Sammlung des Freiherren Speck von Sternburg, in Lützschena, Nr. 204 im Katalog 1889. Erschienen in der Mappe der Photographischen Gesellschaft, 1904, Nr. 31.
Das Kind trägt einen Valhoed oder Fallhut, und dasselbe Kind mit Fallhut ist in de Hoochs Bild Interieur mit einem Kind, das einen Papagei füttert, zu sehen, während das Interieur außerdem noch für eine andere Szene verwendet wurde, in der dasselbe Kind ungeduldig ein Dienstmädchen am Rock zieht.

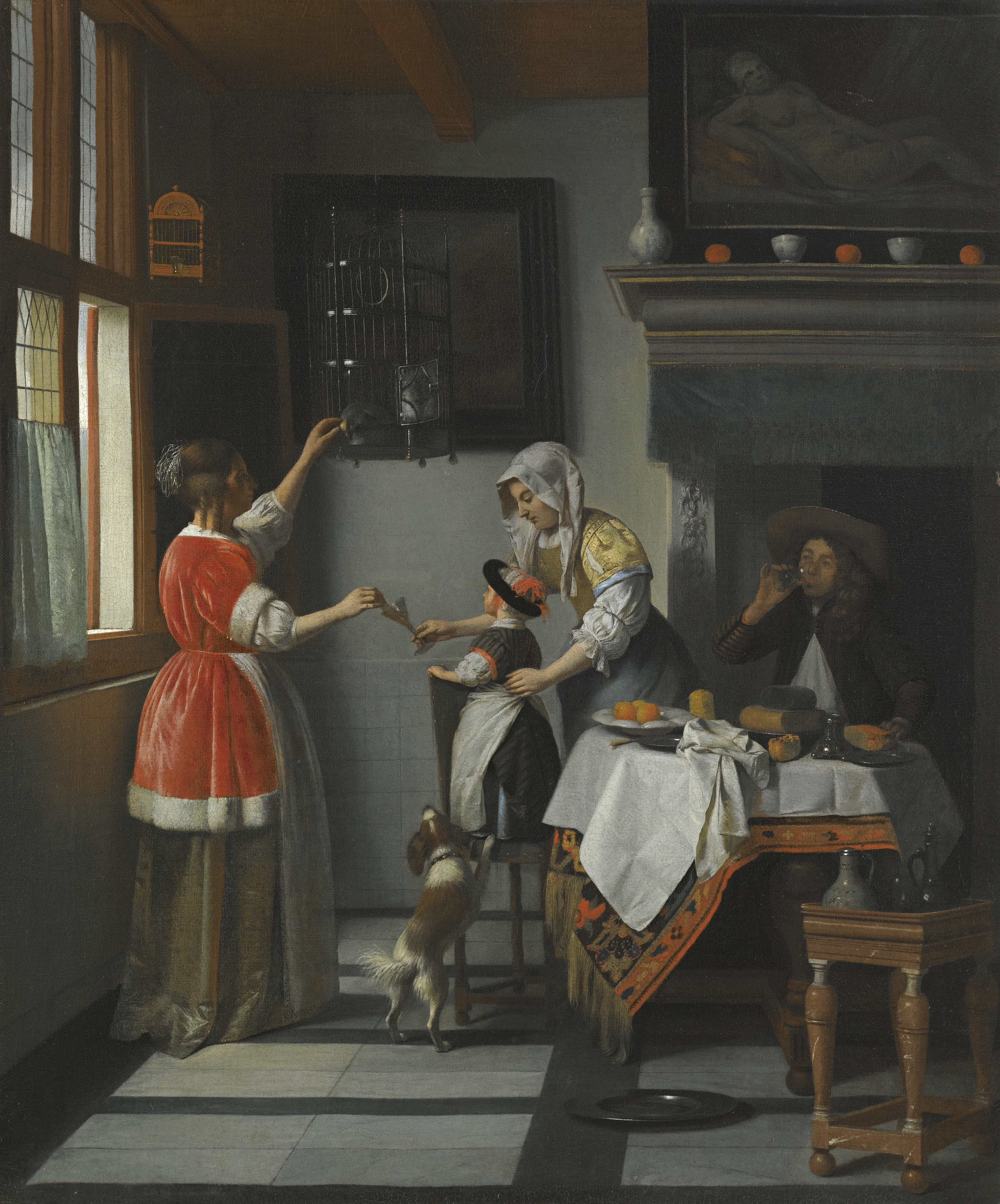
Interieur mit einem Kind, das einen Papagei füttert
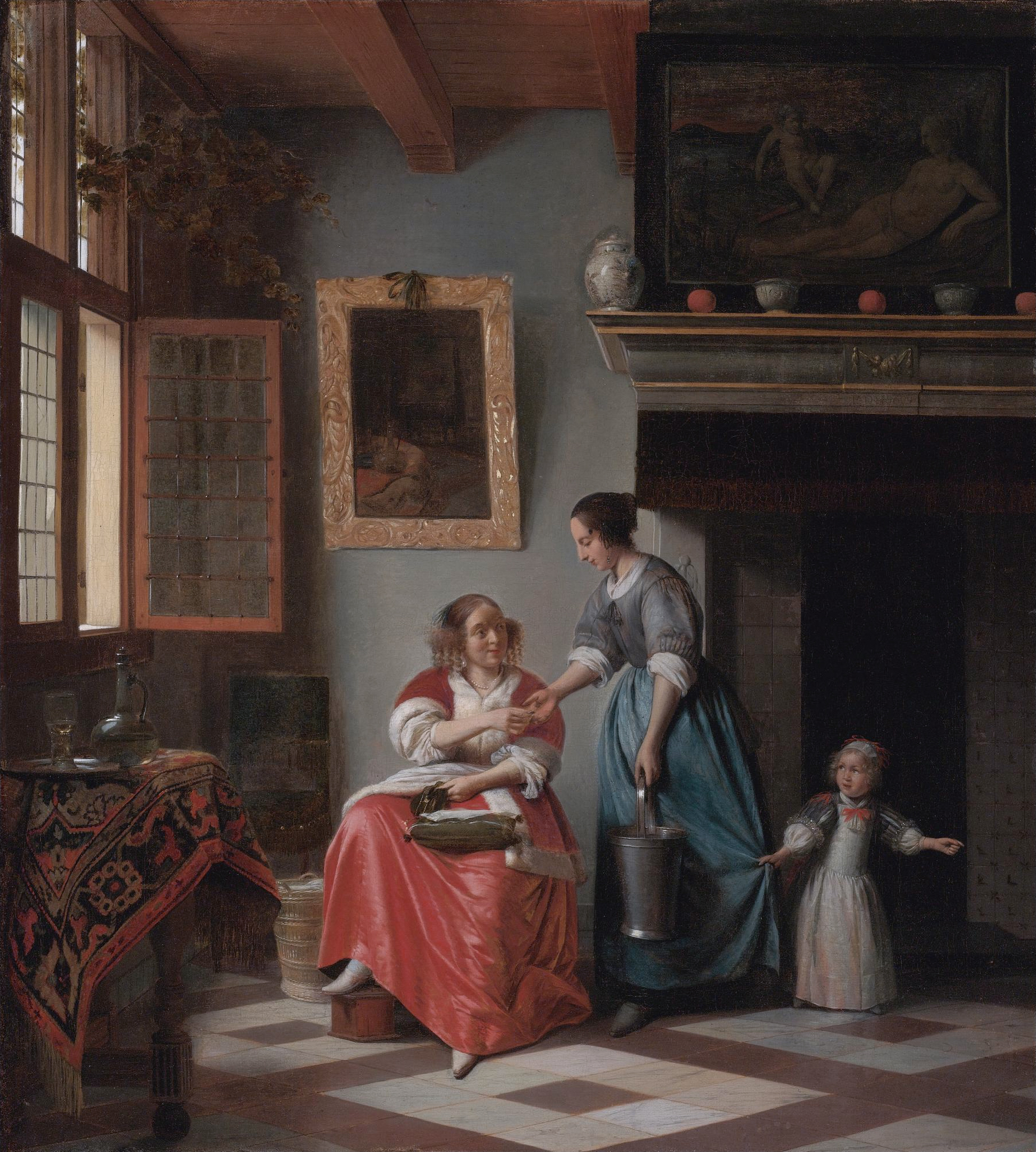
Frau, die einem Dienstmädchen Geld gibt

## Sonstiges
Der Fotograf Timm Rautert fragt sich angesichts dieses „Schnappschussbildes“, warum die Fotografie nicht bereits im 17. oder 18. Jahrhundert erfunden wurde.